# コビ・ジョーンズ
コビ・ヌガイ・ジョーンズ（Cobi N'Gai Jones, 1970年6月16日 - ）は、アメリカ合衆国ミシガン州デトロイト出身の元サッカー選手で元アメリカ代表。現サッカー指導者。現役時代のポジションはサイドハーフ。
プレミアリーグのコヴェントリー・シティFCでキャリアを開始後、カンピオナート・ブラジレイロのCRヴァスコ・ダ・ガマを経て、1996年から新設された母国のメジャーリーグサッカーを支援するためにロサンゼルス・ギャラクシーと契約して以後、2007年に引退するまで11年間に渡って在籍した。また、アメリカ代表としては歴代最多出場記録保持者であり、アメリカサッカー殿堂の一員である。現役引退後は、かつて在籍したギャラクシーでアシスタントを務め、2011年からニューヨーク・コスモスのアソシエイト・ディレクターを務める。

## クラブ経歴

### ユース
南カリフォルニアで育ったジョーンズは、5歳の時にウェストレイクビレッジにあるAYSOでサッカーを始めた。ウェストレイク高校を卒業後に進学したカリフォルニア大学ロサンゼルス校（UCLA）では、当初非奨学金選手だったものの、オール・ファーウエスト3回、UCLA最優秀オフェンシブ2回される等、卓越した技術を示して最終的に奨学金制度を勝ち取った。また、1991年度のNCAA男子ディビジョンIサッカーチャンピオンシップでは18アシストを記録する活躍からNSCAAによるオール・アメリカン2軍に選出されており、1992年秋にはドイツ1部1.FCケルンの訓練に招待された。なお、UCLA在学中はラムダ・カイ・アルファのフラタニティだった。

### プロ
同胞ロイ・ウェガリーが所属するイングランド1部のコヴェントリー・シティFCと1994年8月9日に1+1年契約を締結し、9月15日に労働許可証が付加されて正式に加入が決定する。初出場を飾った翌16日のリーズ・ユナイテッドAFC戦（2-1）で先制点をアシストすると、さらに持ち前の快足で仕掛けたことによりペナルティーキックを獲得する等、全得点に絡む活躍でチームの1994-95シーズン初勝利に貢献し、11月19日のノリッジ・シティFC戦（1-0）でコヴェントリーでの初得点にして決勝点を挙げた。
翌年のコパ・アメリカ1995で見事なパフォーマンスを見せた後にブラジル1部のCRヴァスコ・ダ・ガマと契約するも、僅か数ヶ月過ごした後、新設されたメジャーリーグサッカーに参加するため1996年3月にロサンゼルス・ギャラクシーと複数年契約を締結し、開幕戦である4月13日のニューヨーク/ニュージャージーメトロスターズ戦で37分にクラブ史上初得点を挙げた。1998年シーズンには、リーグ全体で2番目に高い51ポイント（19得点13アシスト）を記録する活躍と代表での活躍からMLSベストイレブンのみならずUSサッカーアスリートオブザイヤーに選出されている。2005年には、1996年のリーグ創設時から同じチームでプレーし続ける最後の選手となる。2007年3月19日にシーズン終了後に現役引退を表明し、10月21日に現役最後となる試合に出場。クラブは背番号13をクラブ史上にしてリーグ史上初となる永久欠番にすることを発表。ギャラクシーで306試合70得点を記録し、1996年から2003年までの8年連続でMLSオールスターゲームに選出された。

## 代表経歴
アメリカ代表として1992年9月3日のカナダ戦（2-0）で初出場を飾り、10月19日のコートジボワール戦（5-2）で初得点を挙げて以降、チームの主力として活躍し、1998年2月10日の1998 CONCACAFゴールドカップでのブラジル戦で同代表最年少となる27歳での通算出場数100試合目を達成した。2000年には、マルセロ・バルボアが保持する同代表の歴代最多出場記録を塗り替え、最終的に2004年のエルサルバドル戦までの間に164試合まで記録を更新している。
FIFAワールドカップでは1994 FIFAワールドカップ、1998 FIFAワールドカップ、2002 FIFAワールドカップの3大会に出場し、CONCACAFゴールドカップでは、2000 CONCACAFゴールドカップでベストイレブン、2002 CONCACAFゴールドカップで優勝を経験。また、1992年のバルセロナオリンピックにも出場した。コパ・アメリカ1995に出場した時には、脱色したドレッドロックスの髪型とコビ・ジョーンズが"escobillón"（"モップ"）に類似した発音のためにアルゼンチンの解説者から"El escobillón"との愛称で呼ばれたことで一躍南米で人気選手となった。

### 指導者
2007年11月9日にルート・フリット監督の下でロサンゼルス・ギャラクシーのアシスタントコーチとなることが発表された。その後、フリット監督が解任された2008年8月11日から暫定ながら監督に就任し、ブルース・アリーナ監督が就任するまでの間を指揮した。

## 私生活
サッカー選手以外の活動としては、MTVで"MegaDose"の司会者を3年務め、ビバリーヒルズ高校白書にカメオ出演している。また、1994 FIFAワールドカップ前にニューズウィークの表紙を飾った。
2009年9月12日に長年のガールフレンドのキム・リースと結婚した。音楽コンサルタントと音楽プロデューサーとしてニュー・ライン・シネマに務めているリースとは、2003年に出会って2004年から付き合い始めた。2人は、カールスバッドのフォーシーズンズリゾートアビアラで式を挙げた。
2011年3月11日にそれまでの功績が讃えられてアメリカサッカー殿堂に選出された。

## 代表歴

### 出場大会
- アメリカ代表
  - 1994 FIFAワールドカップ
  - 1998 FIFAワールドカップ
  - 2002 FIFAワールドカップ

### 試合数
- 国際Aマッチ 163試合 15得点（1992年-2004年）[19]

| アメリカ代表 | 国際Aマッチ | 国際Aマッチ |
| 年           | 出場        | 得点        |
| ------------ | ----------- | ----------- |
| 1992         | 3           | 1           |
| 1993         | 30          | 2           |
| 1994         | 22          | 2           |
| 1995         | 12          | 1           |
| 1996         | 14          | 2           |
| 1997         | 14          | 0           |
| 1998         | 15          | 0           |
| 1999         | 8           | 0           |
| 2000         | 16          | 6           |
| 2001         | 10          | 0           |
| 2002         | 14          | 0           |
| 2003         | 1           | 0           |
| 2004         | 4           | 1           |
| 通算         | 163         | 15          |

## タイトル
代表
アメリカ合衆国代表
- CONCACAFゴールドカップ : 2002

クラブ
ロサンゼルス・ギャラクシー
- CONCACAFチャンピオンズリーグ : 2000
- MLSカップ : 2002, 2005
- サポーターズ・シールド : 1998, 2002
- USオープンカップ : 2001, 2005
- メジャーリーグサッカー西地区 : 1996, 1999, 2001, 2002, 2005

個人
- MLSベストイレブン : 1998
- USサッカーアスリートオブザイヤー : 1998
- CONCACAFゴールドカップベストイレブン : 2000
- アメリカサッカー殿堂（英語版） : 2011